# داندی (میسیسیپی)
داندی (به انگلیسی: Dundee) یک منطقهٔ مسکونی در ایالات متحده آمریکا است که در شهرستان تونیکا، میسیسیپی واقع شده‌است. داندی ۵۶٫۰۸ متر بالاتر از سطح دریا واقع شده‌است.